# Tirofiban
Tirofiban, commercializzato come Aggrastat, è un farmaco antiaggregante piastrinico che viene somministrato per via endovenosa in aggiunta ad aspirina ed eparina per ridurre gli eventi precoci nella sindrome coronarica acuta. Strutturalmente è un non-peptide sintetico antagonista del recettore GPIIb/IIIa. Tirofiban è presente nella lista stilata dall'Agenzia Italiana del Farmaco (AIFA) dei farmaci H, in cui sono inseriti tutti i farmaci di uso esclusivamente ospedaliero.

## Indicazioni terapeutiche
Tirofiban è utilizzato come medicinale in cardiologia nella prevenzione delle complicanze cardiache. In particolare, è indicato nei casi di infarto del miocardio precoce in pazienti con angina instabile o infarto del miocardio non-onda Q, poiché riduce il rischio di complicanze ischemiche. Tirofiban tende a ridurre eventualità negative, come la mortalità o l'infarto del miocardio dopo 2, 7 o 30 giorni e 6 mesi di trattamento. Nelle linee guida proposte dalla società europea di cardiologia tirofiban non è indicato come trattamento di prima scelta in pazienti affetti da infarto miocardico acuto con innalzamento del tratto ST (ST-elevation myocardial infarction, STEMI) in cui vi è una completa occlusione dell'arteria coronarica, che vengono sottoposti a un primo intervento di angioplastica coronarica (Percutaneous Coronary Intervention, PCI). Per pazienti in tali situazioni è raccomandata la somministrazione di un'associazione di aspirina, un inibitore del recettore P2Y12 (di prima scelta sono prasugrel oppure ticagrelor) e un anticoagulante parenterale. Anche nel caso di pazienti con infarto miocardico acuto in cui non si ha innalzamento del tratto ST (non-ST-elevation myocardial infarction, NSTEMI) in cui, a differenza dello STEMI, l'occlusione dell'arteria coronarica è parziale, tirofiban è un farmaco di seconda scelta perché è associato a un maggior numero di complicazioni legate al sanguinamento (aumento non significativo per quanto riguarda le emorragie intracraniche).
Diversi studi, in cui è stata ricercata l'efficacia di tirofiban in pazienti che presentano STEMI, hanno riscontrato che l'uso precoce di inibitori GPIIb/IIIa è associato ad un miglioramento della perfusione miocardica e ad una riduzione di parametri clinici quali morte o shock cardiogeno. In particolare è stato osservato che la somministrazione pre-PCI di un inibitore GPIIb/IIIa è legata ad un netto miglioramento nella risoluzione del segmento ST, un importante parametro utilizzato per indicare la dimensione di infarto (la nulla o incompleta risoluzione del segmento ST è associata alla maggiore dimensione d'infarto). 
Il farmaco deve essere somministrato in associazione ad acido acetilsalicilico ed eparina non frazionata.

## Farmacodinamica
Tirofiban è un antagonista non peptidico del recettore piastrinico GPIIb/IIIa, un'importante glicoproteina recettoriale di superficie coinvolta nell'aggregazione piastrinica. Tirofiban impedisce il legame tra il recettore GPIIb/IIIa ed il suo ligando endogeno, principalmente il fibrinogeno, bloccando così l'aggregazione delle piastrine e la formazione del coagulo.

### Il recettore GPIIb/IIIa
GPIIb/IIIa (noto anche come αIIbβ3) è una glicoproteina di membrana, appartenente alla sottofamiglia β3 delle integrine, in grado di legare con proprietà adesive una serie di proteine-ligando, quali: fibrinogeno, fibronectina, fattore von Willebrand (vWF) e vitronectina. Comune a tutti i ligandi endogeni di GPIIb/IIIa è la presenza, all'interno della loro catena amminoacidica, di una particolare sequenza di amminoacidi, Arginina-Glicina-Aspartato (RGD), responsabile dell'interazione con il recettore.
Strutturalmente è un eterodimero transmembrana costituito da due subunità: una α ed una β. GPIIb/IIIa è presente in due conformazioni: uno stato a bassa-affinità per il ligando, espresso dalle piastrine circolanti in assenza di danno vascolare; uno stato ad alta-affinità, che è invece espresso dalle piastrine attivate. La transizione dallo stato a bassa-affinità a quello ad alta-affinità avviene in seguito ad attivazione piastrinica, stimolata a sua volta da molecole come: ADP, trombina, trombossano A2, collagene o epinefrina.
GPIIb/IIIa riveste un ruolo fondamentale nell'ultima fase dell'aggregazione piastrinica in quanto permette la formazione di legami piastrina-piastrina: una molecola di fibrinogeno opera da collegamento tra due trombociti attraverso il legame con due recettori GPIIb/IIIa. Sebbene il recettore GPIIb/IIIa abbia svariati ligandi endogeni, solo il fibrinogeno e il vWF sono in grado di fungere da ponte tra piastrine adiacenti.

### Relazione struttura attività
Tirofiban appartiene alla classe di agenti antitrombotici denominati fibani; tali composti sono strutturalmente correlati alla disintegrina, una sostanza di natura peptidica isolata originariamente dal veleno di serpente. Tirofiban è un derivato sintetico, non peptidico della L-tirosina e, comunemente agli altri fibani, presenta una struttura anionica (il gruppo carbossilato -COO-) ed un centro cationico (un'ammina protonata -NH3+) separati da uno spaziatore; la distanza tra i centri anionici e cationici è uguale a quella presente tra i medesimi gruppi della sequenza tripeptidica RGD (Arg-Gly-Asp) della disintegrina, ed è cruciale per il legame con il recettore. Tirofiban blocca il legame del fibrinogeno al GPIIb/IIIa in modo reversibile; infatti, il farmaco dissocia rapidamente dal recettore.

### Gli inibitori del recettore GPIIb/IIIa
Attualmente in commercio sono disponibili tre farmaci antagonisti del recettore GPIIb/IIIa: abciximab (un anticorpo chimerico umano-murino), eptifibatide (un eptapeptide ciclico) e tirofiban.

## Farmacocinetica
Data la sua esigua biodisponibilità orale, tirofiban deve essere necessariamente somministrato per via parenterale. L'effetto farmacologico di tirofiban, ossia l'inibizione dell'aggregazione piastrinica, è dose-dipendente e scompare entro 3 ore dalla fine dell'infusione. Sperimentalmente è stato determinato che la concentrazione plasmatica di farmaco necessaria per ottenere l'effetto massimo varia da 10 a 50 µg/L. L'IC50, ossia la concentrazione di farmaco che inibisce il 50% della popolazione recettoriale, di tirofiban è pari a 0,011 µmol/L (5.45 µg/L); un valore molto piccolo che indica l'elevata affinità del farmaco per il recettore GPIIb/IIIa. Il volume di distribuzione apparente è di circa 30 L; tale valore indica che il farmaco si distribuisce nel plasma e nei liquidi extracellulari, dove è richiesta la sua azione, e in parte attraversa le membrane cellulari. Tirofiban si lega parzialmente alle proteine plasmatiche: la percentuale di farmaco legata è pari al 64%. L'emivita di eliminazione è di 1-1,5 h; la clearance plasmatica (ovvero la quantità di plasma depurata dal farmaco nell'unità di tempo) è di 250 mL/min mentre la clearance renale è il 39-69% di quella plasmatica. Tirofiban viene escreto dall'organismo pressoché immodificato, il che suggerisce che il farmaco sia soggetto ad un limitato metabolismo. Le vie di escrezione che maggiormente contribuiscono all'eliminazione di tirofiban sono quella renale (66%) e quella biliare (23%).

### Fattori che influenzano la farmacocinetica

#### Arteropatia coronarica
In pazienti con angina pectoris instabile vi è una riduzione della velocità di eliminazione del farmaco: la clearance plasmatica è di circa 200 mL/min, mentre la clearance renale è il 39% di quella plasmatica e l'emivita è di circa 2 ore.

#### Funzionalità renale compromessa
In studi clinici, pazienti con funzionalità renale ridotta hanno mostrato una riduzione della clearance plasmatica di tirofiban che dipendeva dall'entità della compromissione della clearance della creatinina. È stato rilevato, infatti, una riduzione della clearance plasmatica di tirofiban clinicamente rilevante (oltre il 50%) in pazienti con clearance della creatinina inferiore a 30 mL/min. In tal caso il farmaco viene rimosso mediante emodialisi.

## Somministrazione
Tirofiban è usato esclusivamente in ambiente ospedaliero e somministrato solo per via endovenosa. Prima dell'uso deve essere diluito con soluzione fisiologica o soluzione glucosata.

### Terapia concomitante
Tirofiban deve essere somministrato con eparina non frazionata e con terapia antipiastrinica orale che comprende, senza limitarvisi, l'acido acetilsalicilico (salvo controindicazioni).

### Sovradosaggio
Si sono verificati episodi di sovradosaggio involontario riportati in alcuni studi clinici, in cui non era stata somministrata la dose adeguata. In questi casi si osserva solitamente come sintomo il sanguinamento, che comunemente si manifesta a livello delle mucose e nel sito della puntura arteriosa per il cateterismo cardiaco. Sono anche stati riportati casi singoli di emorragie intracraniche e sanguinamenti retroperitoneali (ovvero nella regione addominale posteriore al peritoneo).

## Interazioni
Gli antagonisti del recettore GPIIb/IIIa sono solitamente usati in associazione ad altri agenti antitrombotici e ciò aumenta il rischio di sanguinamento. È necessario quindi, durante il periodo di somministrazione di tirofiban, monitorare regolarmente i parametri clinici e biologici dell'emostasi.

### Aspirina
L'aspirina (acido acetilsalicilico, ASA) è un agente antiaggregante piastrinico che inibisce irreversibilmente la cicliossigenasi 1 (COX-1), enzima chiave per la sintesi del trombossano A2 (TXA2) e quindi per l'emostasi. L'ASA è somministrato in concomitanza con tirofiban, in questo modo si ha un aumento dell'inibizione dell'aggregazione piastrinica rispetto all'uso del solo ASA. L'effetto della co-somministrazione sembra essere di tipo additivo e non sinergico. È stato inoltre dimostrato che la somministrazione orale di 325 mg di ASA non influenza la concentrazione plasmatica di tirofiban durante la sua somministrazione per infusione (0.15 µg/kg/min per 4 ore) e nemmeno nelle successive 6 ore.

### Eparina
L'eparina, anche nota come eparina non frazionata, è un agente anticoagulante di natura polisaccaridica ad alto peso molecolare. L'associazione di tirofiban ed eparina non frazionata determina un allungamento del tempo di emorragia in maniera maggiore rispetto al solo uso di eparina non frazionata. L'eparina non sembra interferire con gli effetti di tirofiban e nemmeno promuovere la sua eliminazione. Per quanto riguarda la co-somministrazione di eparine a basso peso molecolare (Low Molecular Weight Heparin, LMWH), come per esempio Enoxaparin, invece, non sono ancora disponibili abbastanza dati in merito ai parametri farmacocinetici. In uno studio è riportato che l'associazione di Enoxaparin e tirofiban non ha avuto effetti sulla concentrazione plasmatica allo stato stazionario o sulla clearance plasmatica di tirofiban.

### Altri farmaci
La concomitante somministrazione di tirofiban e ticlopidina, farmaco somministrato oralmente che blocca specificatamente l'aggregazione piastrinica indotta dall'ADP, non sembra avere effetti sul tempo di sanguinamento. Anche l'associazione di tirofiban, eparina non frazionata e ASA somministrata in contemporaneità con clopidogrel (antiaggregante piastrinico appartenente alla famiglia della tienopiridine, la stessa della ticlopidina) non ha riscontrato una diversa incidenza di sanguinamenti rispetto alla sola somministrazione di tirofiban, eparina non frazionata e ASA. Un aumentato rischio di sanguinamento, invece, si è osservato nell'uso concomitante di tirofiban, eparina e warfarin (agente anticoagulante orale, inibitore della vitamina K epossido reduttasi VKOR). Per quanto riguarda la terapia tromboembolica, non si hanno ancora informazioni sufficienti in rapporto all'uso di tirofiban somministrato insieme, o a meno di 48 ore prima, a farmaci che aumentano il rischio di sanguinamento in misura rilevante (come, per esempio, anticoagulanti orali, altri inibitori GPIIb/IIIa parenterali o soluzioni di destrano).Il suo uso perciò in queste condizioni non è raccomandato.
Nello studio PRISM (Platelet Receptor Inhibition in Ischemic Syndrome Management), studio randomizzato a doppio cieco, vengono confrontati gli effetti di tirofiban, somministrato da solo o in associazione a eparina, con quelli dell'eparina somministrata in monoterapia in pazienti con angina instabile e infarto miocardico non-onda Q. È stato accertato che non si hanno aumenti clinicamente significativi della clearance plasmatica di tirofiban quando è somministrato in concomitanza ad agenti usati solitamente per trattare patologie coronariche, come: beta-bloccanti, ACE inibitori, calcio antagonisti, digossina, diuretici e vasodilatatori. Nel medesimo studio, inoltre, è stata ipotizzata una possibile interazione di tirofiban con altri farmaci (come gli ACE inibitori, i glucosidi cardiaci o i diuretici) che seguono la stessa via di eliminazione, ovvero le urine; tuttavia non sono state rilevate conseguenze cliniche.

## Effetti indesiderati
Il principale effetto collaterale, comune a tutti i farmaci che sopprimono l'attività piastrinica, è il sanguinamento. Questo, in un gran numero di pazienti, è di lieve entità e si manifesta in qualsiasi parte del corpo, con maggiore frequenza a livello del sito di iniezione sotto forma di piccoli lividi rossi. Il rischio di sanguinamento però non si dimostra statisticamente superiore quando il farmaco viene somministrato in associazione ad eparina; risulta invece ridotto rispetto a quello manifestato con il trattamento con Abciximab, ciò è dovuto alla breve emivita di tirofiban. Il sanguinamento, in generale, può essere responsabile di complicanze che portano ad un aumento della morbilità e mortalità. In un numero ridotto di pazienti il sanguinamento può essere cranico (i cui segni possono essere: alterazioni sensoriali, difficoltà a parlare, mal di testa) e/o interno, che si può manifestare con presenza di sangue nelle urine, nelle feci o con emissione di sangue durante i colpi di tosse. Un altro effetto indesiderato non comune è la riduzione della conta delle piastrine sotto 50000/mm3 (trombocitopenia), effetto comunque reversibile con la sospensione del farmaco. Nel caso il paziente manifesti una trombocitopenia, o l'abbia manifestata in passato, l'eventuale risomministrazione di tirofiban e di analoghi attivi sul recettore GPIIb/IIIa potrebbe essere accompagnata da febbre bassa, brividi o complicazioni emorragiche. Inoltre il farmaco produce, in un basso numero di pazienti, una riduzione dei valori dell'emoglobina e dell'ematocrito.
Gli effetti indesiderati non associati a sanguinamento registrati sono: nausea, vomito e cefalea. Generalmente questi si manifestano con una frequenza maggiore nelle donne e nei soggetti anziani rispetto al gruppo controllo e ai gruppi trattati solamente con eparina, anche se l'incidenza risulta solo lievemente superiore rispetto al trattamento con sola eparina o al controllo. Da tenere presente tra gli effetti avversi sono anche le possibili reazioni allergiche dovute agli eccipienti presenti nella formulazione, questi possono manifestarsi con difficoltà respiratorie, capogiri, fino a shock anafilattico.

## Controindicazioni
Il farmaco è controindicato nei pazienti che presentano allergia agli eccipienti, tra questi è presente anche il sodio, è da valutare quindi l’utilizzo di tirofiban in pazienti che devono seguire una dieta a basso contenuto di sodio o che presentano una ridotta funzionalità renale.
L'utilizzo di tirofiban è da evitarsi nel caso in cui il paziente sviluppi trombocitopenia in seguito alla somministrazione di un qualsiasi antagonista del recettore GPIIb/IIIa. Avendo il farmaco un’azione antiaggregante piastrinica, esso è controindicato in tutti quei pazienti che possono presentare, o hanno presentato, problematiche emorragiche. Nello specifico evitare la somministrazione in pazienti che presentano, o hanno presentato, negli ultimi 30 giorni:
1. Ictus emorragico;[9]
2. Patologie legate ad un aumento della perfusione dei vasi cranici o intracranici (neoplasia, malformazione arterovenosa, aneurisma…);[9]
3. Sanguinamento clinicamente rilevante (gastrico…);[9]
4. Ipertensione maligna;[9]
5. Trauma rilevante o interventi chirurgici superiori;[9]
6. Trombocitopenia, alterazioni della funzione piastrinica, alterazioni della coagulazione;[9]
7. Insufficienza epatica severa;[9]
8. Insufficienza renale[9].

## Avvertenze speciali e precauzioni d'impiego
Durante la terapia i pazienti devono essere monitorati costantemente e attentamente a causa del rischio di sanguinamento; particolare attenzione deve essere rivolta a coloro i quali manifestino una maggiore incidenza di sanguinamento e di complicanze ad esso associate, come: anziani, genere femminile, pazienti con basso peso corporeo. Anche i pazienti con ridotta funzionalità renale (clearance della creatinina <60 ml/min) dovranno essere monitorati con attenzione durante il trattamento in quanto studi clinici hanno correlato l'uso di tirofiban ad un aumento del rischio di sanguinamento; qualora l’insufficienza renale sia grave dovrà anche essere diminuito il dosaggio del farmaco.
La somministrazione del farmaco deve essere diligentemente monitorata nei pazienti che hanno presentato: 
1. Sanguinamenti recenti clinicamente rilevanti (entro l’anno);[9]
2. Puntura di un vaso non comprimibile entro le 24 ore precedenti la somministrazione di Aggrastat; procedura epidurale recente;[9]
3. Insufficienza cardiaca severa acuta o cronica;[9]
4. Shock cardiogeno;[9]
5. Insufficienza epatica da lieve a moderata;[9]
6. Conta piastrinica < 150.000/mm3, anamnesi nota per coagulopatia o anomalie della funzione piastrinica o trombocitopenia;[9]
7. Concentrazione emoglobinica inferiore a 11 g/dl o ematocrito <34%.[9]

Tirofiban non è consigliato in quei pazienti che presentano o hanno presentato:
1. Rianimazione cardiopolmonare traumatica o protratta, biopsia d’organo o litotripsia entro le due settimane precedenti;[9]
2. Trauma severo o chirurgia maggiore;[9]
3. Ulcera peptica in fase attiva;[9]
4. Ipertensione non controllata;[9]
5. Pericardite acuta;[9]
6. Vasculite in atto o anamnestica nota;[9]
7. Sospetta disserzione aortica;[9]
8. Sangue occulto nelle feci;[9]
9. Terapia trombolitica;[9]
10. Uso concomitante di farmaci che aumentano in modo rilevante il rischio di sanguinamento, farmaci che presentano attività nel recettore GPIIa/IIIb, soluzioni di destrano.[9]

## Gravidanza, allattamento e fertilità
Gli studi condotti sino ad oggi, sulla tossicità riproduttiva che il farmaco potrebbe avere, sono riferiti solamente a ratti, sia maschi che femmine. Quindi, benché non sia emersa alcuna tossicità, non si può concludere che questa non vi sia nell'uomo.
Non sono ancora disponibili dati clinici riguardanti l’uso di tirofiban in gravidanze esposte. Gli studi sugli animali forniscono informazioni limitate circa gli effetti sulla gravidanza; in tal caso è preferibile assumere il farmaco solamente in quelle circostanze che il medico ritiene strettamente necessarie.
Per quanto riguarda l’allattamento, studi condotti su ratti evidenziano la presenza di tirofiban nel latte; tuttavia non è ancora noto se lo stesso avvenga anche nella donna. Qualora la madre sia trattata con questo farmaco dovrà essere considerata l’interruzione dell’allattamento, per evitare effetti avversi nel lattante, o l’interruzione della terapia.